# Notre-Dame-de-l’Assomption (Nizza)

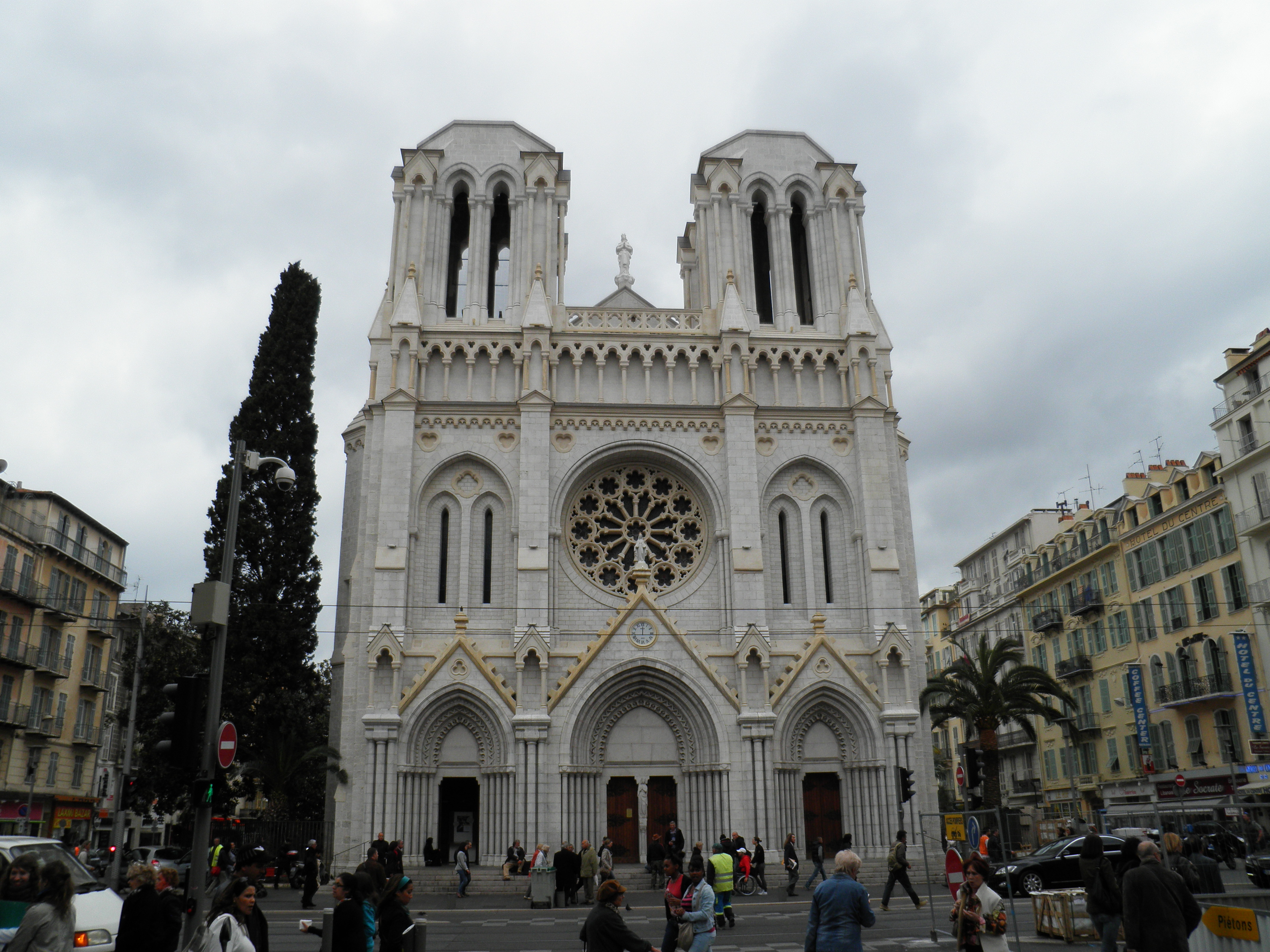
Basilique Notre-Dame-de-l’Assomption (Mariae-Himmelfahrts-Basilika, Nizza)

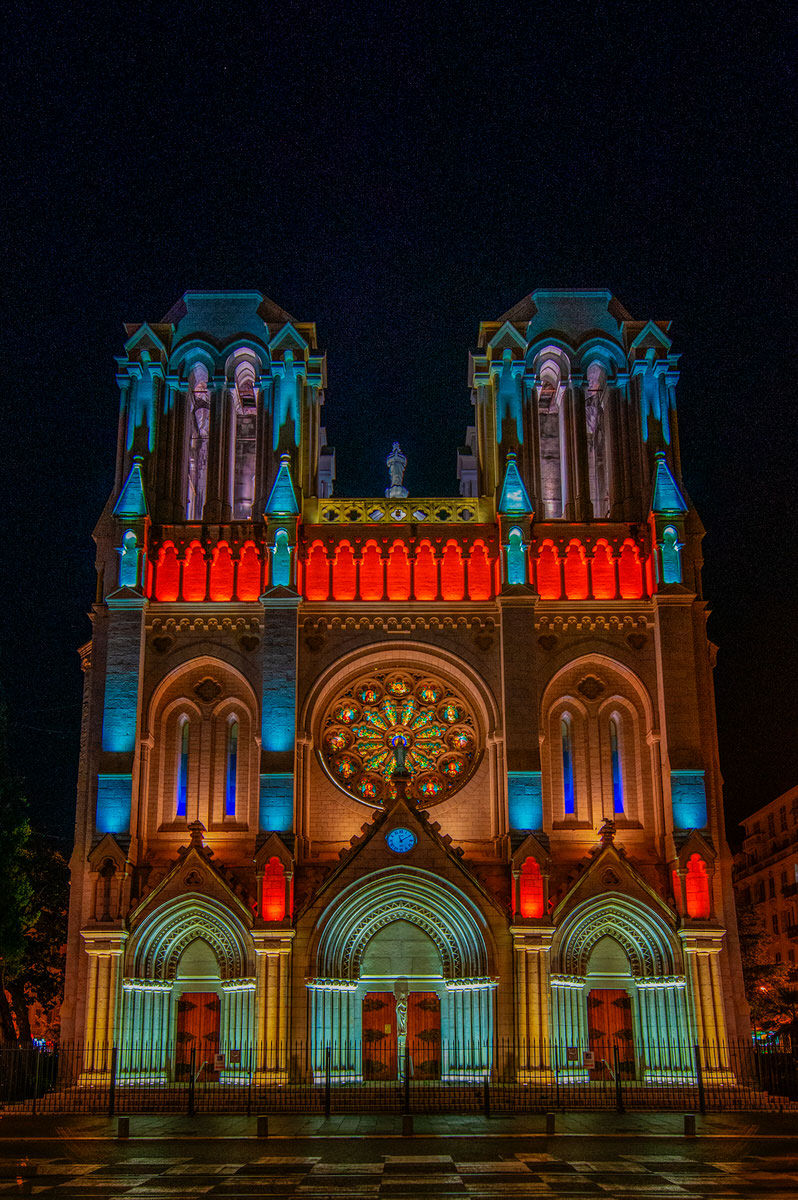
Nächtliche Illumination der Fassade der Basilika Notre-Dame-de-l’Assomption

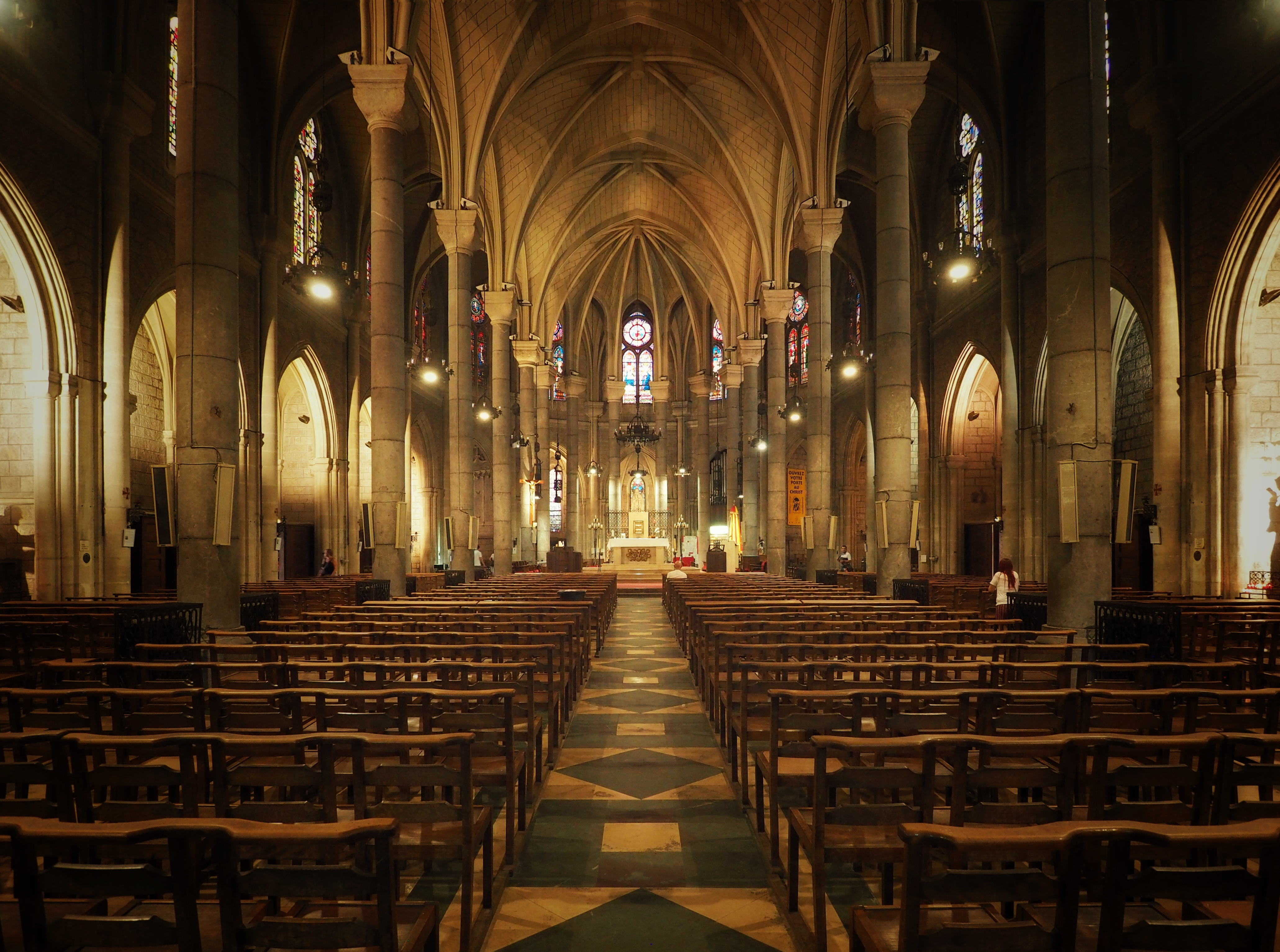
Inneres der Mariae-Himmelfahrts-Basilika mit Blick zur Apsis

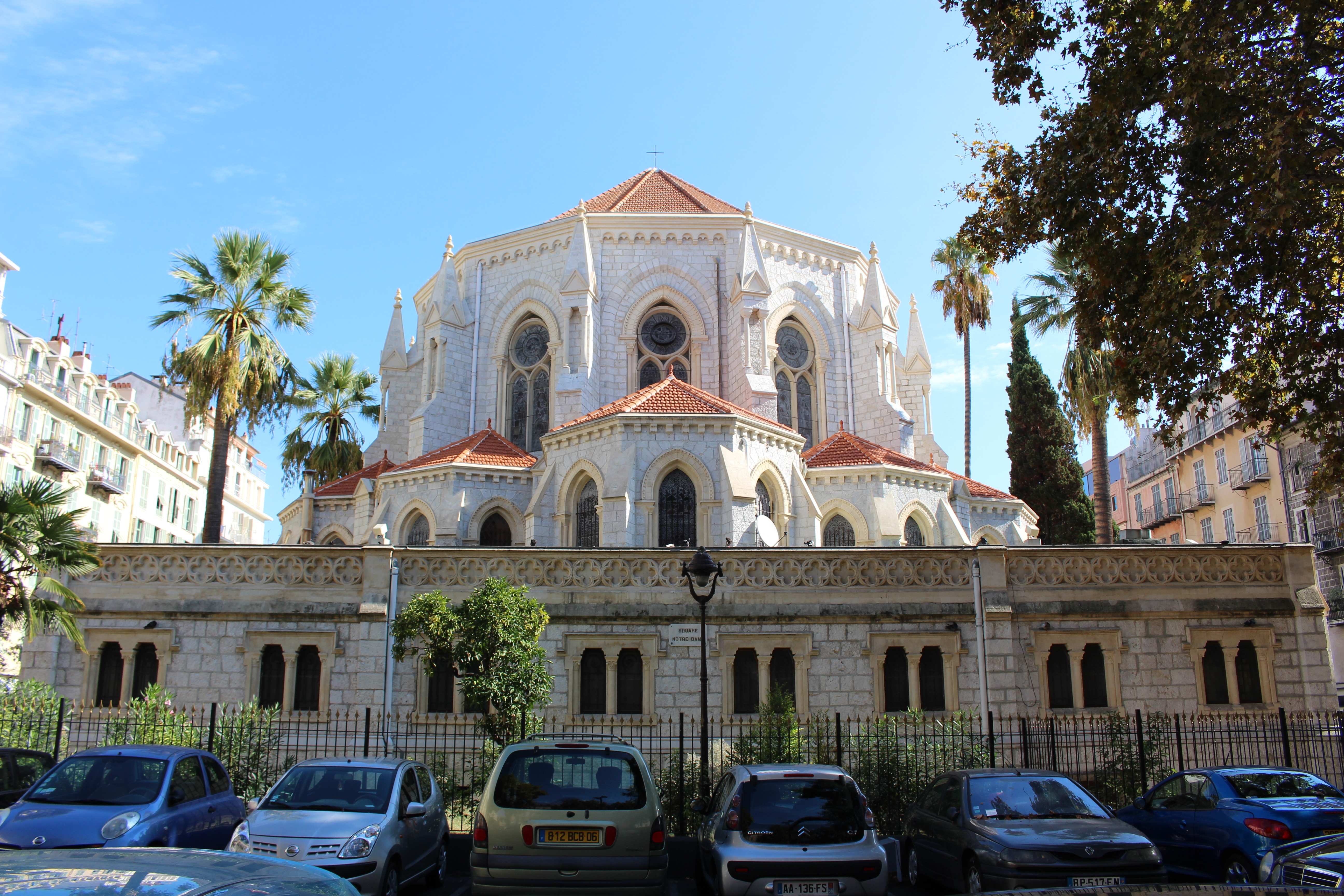
Apsis der Basilika am Square Notre-Dame

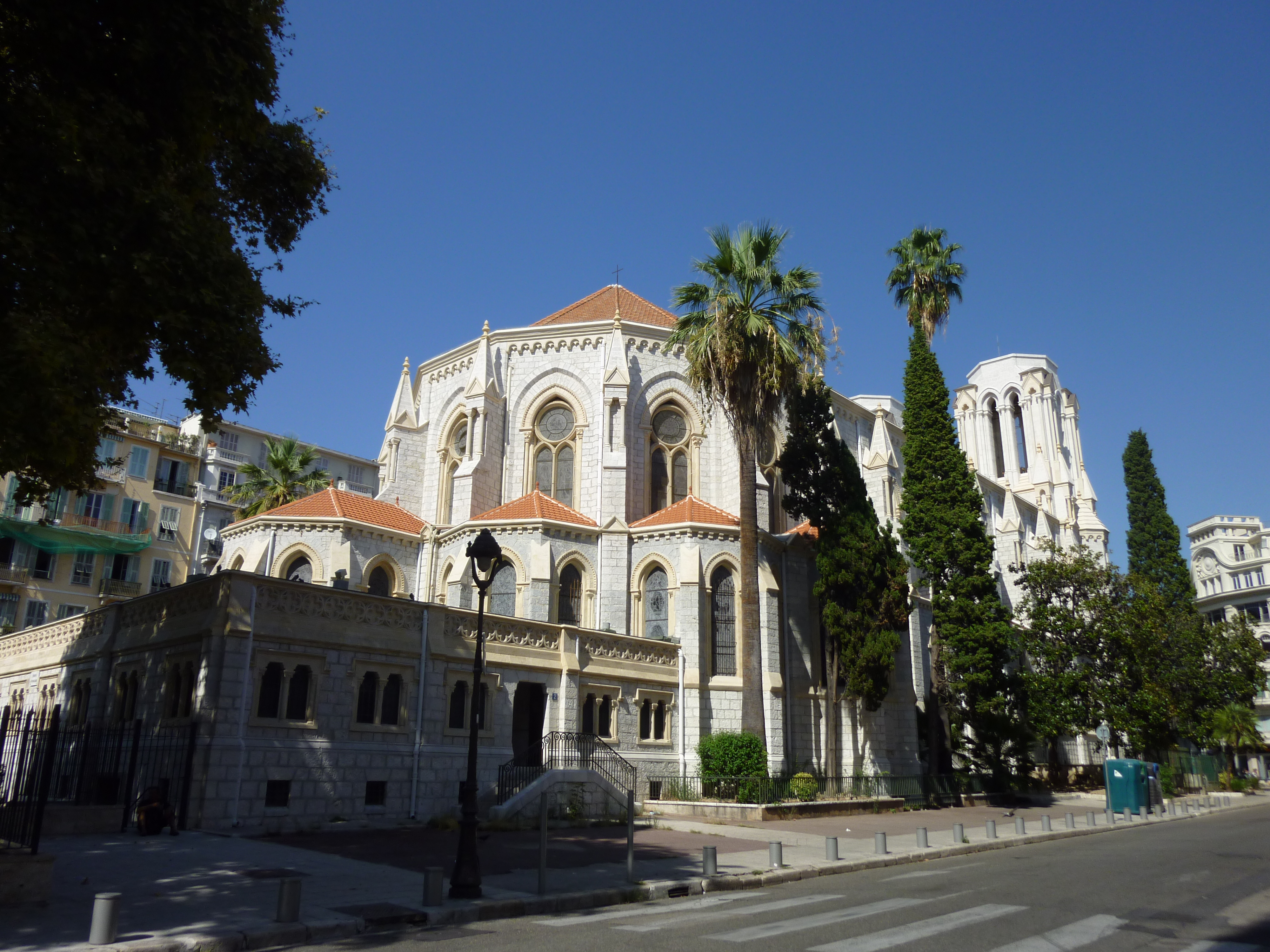
Seitenansicht der Basilika an der Rue d’Italie

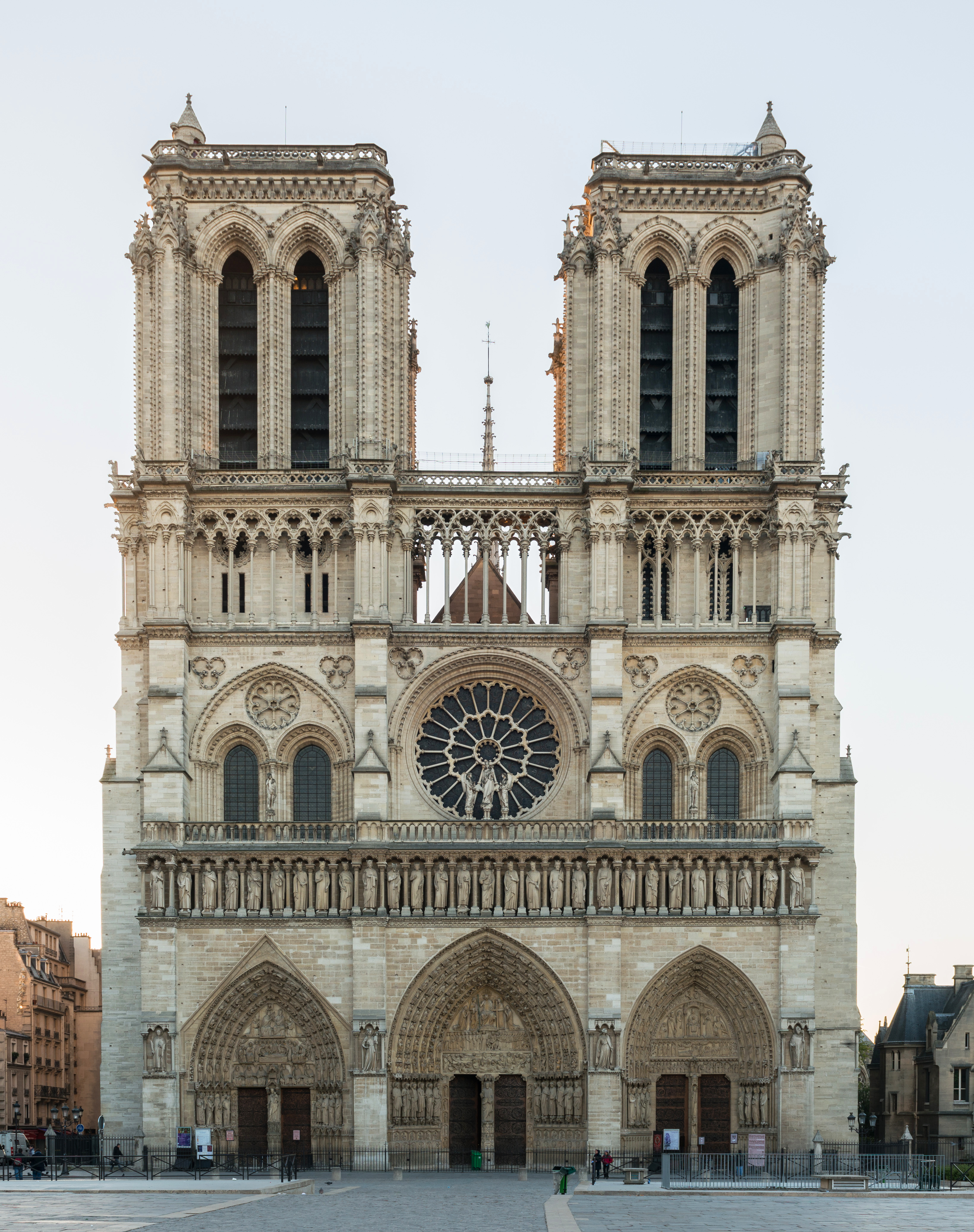
Westfassade der Kathedrale Notre-Dame de Paris, architektonisches Vorbild der Fassade der Mariae-Himmelfahrts-Basilika in Nizza

Die Basilika Notre-Dame-de-l’Assomption (dt. Mariä-Himmelfahrts-Basilika) ist eine römisch-katholische Kirche an der Avenue Jean Médecin im Zentrum der Hafenstadt Nizza im Südosten Frankreichs. Sie wurde im 19. Jahrhundert im neogotischen Stil errichtet. Das Patroziniumsfest der Marienbasilika ist das kirchliche Hochfest der Aufnahme der Jungfrau und Gottesmutter Maria in den Himmel, das am 15. August begangen wird. Das Gotteshaus ist dem Bistum Nizza zugeordnet.

## Baugeschichte und Ausstattung
In der zweiten Hälfte des 19. Jahrhunderts wuchs die Bevölkerung der Stadt Nizza stark an, sodass der neue Bischof der des Bistums Nizza, Jean-Pierre Sola (Amtszeit 1858 bis 1877), im Jahr 1862 begann, Pläne zur Errichtung eines neuen, adäquat großen Gotteshauses zu entwickeln. Dabei stieß Bischof Sola auf die entschiedene Ablehnung des Bürgermeisters von Nizza, François Malausséna, der Finanzmittel allein für den Ausbau der Infrastruktur der wachsenden Stadt verwenden wollte. Spendenaufrufe zur Finanzierung einer großen Kirche in Nizza in ganz Frankreich und bei Mittelmeertouristen, die ihren Urlaub in Nizza und Umgebung verbrachten, führten schließlich zum Erfolg. So konnten die Bauarbeiten zur Errichtung des Sakralbaues bereits im Jahr 1864 unter der Leitung des aus Paris stammenden Architekten Charles Lenormand (1833–1904), der später auch die Kathedrale Kathedrale Notre-Dame-Immaculée in Monaco entwarf, beginnen.
Die Arbeiten gingen schnell voran und ab dem Jahr 1865 waren das Mittelschiff und die die neue Kirche bis auf die Höhe des Mittelschiffs und die Seitenkapellen vollendet. Obwohl noch nicht fertig, wurde die Kirche am 3. Mai 1868 im Rahmen einer feierlichen Messe von Bischof Sola geweiht. Aufgrund des Deutsch-Französischen Krieges von 1870/1871 verzögerte sich die Vollendung der Kirche. Im Jahr 1876 übernahm die Stadt Nizza die Eigentümerschaft des schuldenbelasteten Kirchbauprojektes. Im Jahr 1879 wurde die Kirche endgültig für fertiggestellt erklärt. Das Pfarrhaus wurde von der Stadt in eine öffentliche Schule umgewandelt. Die feierliche Konsekration der Kirche fand am 12. März 1925 statt. Am 16. April 1978 wurde die Kirche durch Papst Paul VI. in den Rang einer Basilica minor erhoben.
Die größtenteils zwischen 1864 und 1868 erbaute Basilika ist die größte Kirche Nizzas. Ihr Marienpatrozinium wurde von der alten Marienkathedrale auf dem Burgberg von Nizza übernommen. Ihre neogotische Gestaltung ist von der gotischen Architektur der Kathedrale Notre-Dame de Paris sowie der Abteikirche Saint-Serge in Angers inspiriert. Die bauliche Gestaltung war durch den Wunsch motiviert, die Stadt zu französieren, nachdem die zum Königreich Sardinien gehörende Grafschaft Nizza von Frankreich annektiert worden war. Zu dieser Zeit galten gotischen Gebäude als charakteristisch französisch. Ihre markantesten Merkmale sind die beiden quadratischen, 31 m hohen Türme, die die Ostfront dominieren, sowie eine große Rosette mit Szenen der Himmelfahrt Mariens.
Die architektonische Gestaltung der Fassade der Kirche bezieht sich auf das Hauptportal der Pariser Kathedrale Notre-Dame. Die Grundkubatur des Pariser Vorbildes wurde dabei etwa um die Hälfte verkleinert. Wie in Paris öffnet sich die Fassade in Nizza im unteren Geschoss in einer Dreiportalanlage mit Trichteröffnungen zwischen Strebepfeilern. Die Marienbasilika in Nizza reduziert jedoch das aufwändige Fassadenprogramm des Pariser Vorbildes. Die Statue der Patronin der Marienkirche ziert als Bekrönung den mittleren Portalwimperg. Die Darstellung folgt dabei ganz der Marienikonographie der Wundertätigen Medaille. Die Marienstatue auf der Giebelspitze des Langhauses zwischen den Fassadentürmen stellt Maria als in den Himmel aufgenommene unbefleckt Empfangene dar. 
Die beiden 31 m hohen Fassadentürme der Marienbasilika in Nizza sollten ursprünglich von oktogonalen Turmhelmen bekrönt werden, wie es der Architekt Eugène Viollet-le-Duc für das Pariser Vorbild vorgesehen hatte. Aufgrund der mangelhaften Beschaffenheit des Baugrundes in Nizza unterblieb jedoch der Bau der spitzen Turmhelme. Ebenso unterblieb die skulpturale Ausgestaltung der Fassade nach dem Pariser Vorbild. Die Marienstatue „Unsere Liebe Frau von der Befreiung“ wurde erst im Jahr 1944 auf dem Trumeau des zentralen Portals zum Dank für die Befreiung Nizzas im Zweiten Weltkrieg gefertigt. Die Avenue Notre Dame läuft direkt auf die Hauptfassade der Kirche zu, deren Apsis nach Süd-Westen ausgerichtet ist. 
Der Chor der Marienbasilika ist von der Abtei Saint-Serge in Angers inspiriert. Die drei Schiffe der Hallenkirche weisen eine gleiche Gewölbehöhe auf. Die Kirche verfügt über zwölf Seitenkapellen und sieben Apsidalkapellen. Die Buntglasfenster des Chores aus dem Jahr 1868 stellen die Krönung Mariens im Kreis von Engeln, Aposteln und alttestamentlichen Patriarchen dar. Die Fenster des Kirchenschiffes thematisierten ursprünglich die Christianisierung Frankreichs. Sie wurden jedoch im Jahr 1956 durch moderne Buntglasfenster in abstrahierenden Formen ersetzt. Die historischen Fenster der Kapellen sind Stiftungen von Einzelpersonen vom Ende des 19. Jahrhunderts.
Die Apsiskapelle, die ursprünglich dem Heiligen Herzen Jesu gewidmet war (dargestellt in den Buntglasfenstern), ist heute der Jungfrau Maria gewidmet. Eine moderne Statue der Gottesmutter, die aus dem Jahr 1960 stammt, wurde hier aufgestellt. Ein Gemälde aus dem 19. Jahrhundert, eine Kopie nach Bartolomé Esteban Murillo, zeigt die Heilige Sippe. Ein weiteres Gemälde thematisiert die Himmelfahrt Mariens.
Die Buntglasfenster der Seitenkapellen sowie die der vorderen Apsiden zeigen neutestamentliche Szenen aus dem Leben Jesu. Die Fenster der hinteren fünf Chorapsiden wurden von der Metzer Glashütte Maréchal gefertigt. Vermutlich stammt auch die Verglasung des großen Rosenfensters der Fassade aus dieser lothringischen Werkstatt.
Im Zentrum des großen Rosettenfensters stehen die griechischen Buchstaben Alpha und Omega als Symbol für Christus. Die umgebenden Segmentfelder zeigen Medaillons, die die zwölf Apostel darstellen.

## Orgel
Die Kirche erhielt 1870 eine erste Orgel, erbaut von der Orgelbaufirma Merklin aus Lyon. Die heutige Orgel wurde, unter Wiederverwendung von neun Registern der Merklin-Orgel, 1987 von der Orgelbaufirma Kern aus Straßburg gebaut. Das Instrument verfügt über 39 Register auf drei Manualwerken und Pedal. Die Spiel- und Registertrakturen sind mechanisch.
| I Positif C–g3 |                  |        |
| 01.            | Gemshorn         | 8′     |
| 02.            | Bourdon          | 8′     |
| 03.            | Principal        | 4′     |
| 04.            | Flûte            | 4′     |
| 05.            | Nazard           | 2 ⁄3′  |
| 06.            | Octave           | 2′     |
| 07.            | Tierce           | 1 3⁄5′ |
| 08.            | Larigot          | 1 ⁄3′  |
| 09.            | Plein Jeu V–VI 0 |        |
| 10.            | Cromorne         | 8′     |
|                | Tremblant        |        |

| II Grand Orgue C–g3 |                  |     |
| 11.                 | Bourdon          | 16′ |
| 12.                 | Montre           | 08′ |
| 13.                 | Flûte à cheminée | 08′ |
| 14.                 | Prestant         | 04′ |
| 15.                 | Flûte            | 04′ |
| 16.                 | Doublette        | 02′ |
| 17.                 | Fourniture V–VI  |     |
| 18.                 | Cymbale IV–V     |     |
| 19.                 | Cornet V         |     |
| 20.                 | Trompette        | 08′ |
| 21.                 | Clairon          | 04′ |

| III Récit expressif C–g3 |              |    |
| 22.                      | Flûte        | 8′ |
| 23.                      | Dulciane     | 8′ |
| 24.                      | Voix céleste | 8′ |
| 25.                      | Principal    | 4′ |
| 26.                      | Flûte        | 4′ |
| 27.                      | Flûte        | 2′ |
| 28.                      | Plein Jeu IV |    |
| 29.                      | Trompette    | 8′ |
| 30.                      | Hautbois     | 8′ |
| 31.                      | Clairon      | 4′ |

| Pédalier C–f1 |            |     |
| 32.           | Flûte      | 16′ |
| 33.           | Soubasse   | 16′ |
| 34.           | Principal  | 08′ |
| 35.           | Bourdon    | 08′ |
| 36.           | Octave     | 02′ |
| 37.           | Bombarde 0 | 16′ |
| 38.           | Trompette  | 08′ |
| 39.           | Clairon    | 04′ |

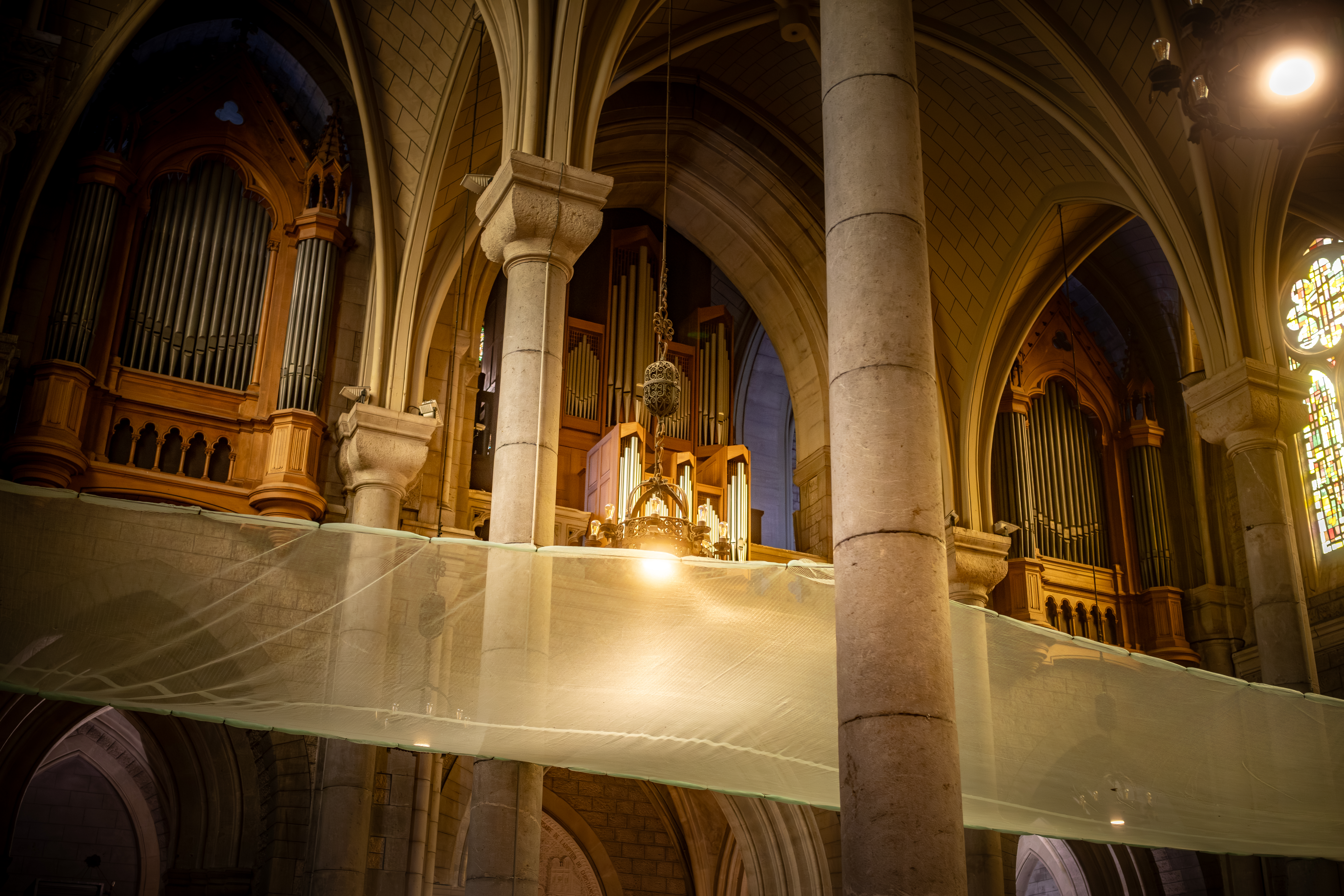
Orgel der Basilika

- Koppeln:  I/II, III/I, I/P, II/P,  III/P
- Spielhilfen: Appels d’Anches: Ped, G.O. und Appel Mixtures G.O.

## Geläut
Im Südturm (linker Fassadenturm) hängt seit 1868 die große Marien-Glocke mit einem Gewicht von 1020 kg. Im Jahr 2010 goss die Glockengießerei Paccard aus Annecy als Ergänzung drei zusätzliche Glocken:
- Virgo Fidelis (Treue Jungfrau, Ton: La)
- Regina Pacis (Königin des Friedens, Ton: Si)
- Mater admirabilis (Wunderbare Mutter, Ton: Do′)

Die drei neuen Glocken hängen im Nordturm, dem rechten Fassadenturm. Ihre Namen beziehen sich auf Anrufungen Mariens in der Lauretanischen Litanei. Die Mater-admirabilis-Glocke wurde direkt vor Ort am 11. Juni 2010 in Nizza auf dem Masséna-Platz gegossen. Ihr Name erinnert an eine einst in einer der Seitenkapellen der Kirche aufgestellte Marienstatue „Notre Dame de Nice-Mater admirabilis“ (dt. „Unsere liebe Frau von Nizza-Wunderbare Mutter“). Die Statue war durch Diebstahl abhandengekommen. Die Glockenweihe der neugegossenen Glocken wurde am 13. Juni 2010 gefeiert.

## Seelsorger
An der Marienbasilika in Nizza wirkten bisher folgende Seelsorger:
- Alexandre Lavigne:  1864–1868,  † 8. Mai 1874
- François Germond: 1876–1897, † 1897
- Benoît Chaude: 1897–1901, † 1903
- Félix Crepaux: 1901–1927, † 19. Januar 1935
- Jean Bruneau: 1927–1943, † 2. November  1951
- Jacques Isaia: 1943–1964, † 13. Juni 1971
- Léon Borezee: 1964–1975, † 10. März 1981
- Dominique Cauvin: 1975–1989, † 17. November 2006
- Léon Repetto: 1989–1993, † 29. Juni 2011
- Antonin Blanchi: 1993–2004,
- Jean-Louis Giordan: seit 2004

## Mordanschlag
Am 29. Oktober 2020 kam es in der Kirche zu einem islamistischen Terroranschlag. Bei dem Angriff wurden drei Personen von einem illegal nach Frankreich gereisten Tunesier mit einem Messer ermordet. Während der Attacke, die insgesamt 28 Minuten dauerte, schrie der Terrorist wiederholt „Allahu Akbar“. Die Polizei konnte den Täter schließlich in der Nähe des Tatorts überwältigen.